# Bazhong
Bazhong (en chino, 巴中; pinyin, Bāzhōng) es una ciudad-prefectura en la provincia de Sichuan, República Popular China. A una distancia aproximada de 70 kilómetros de la capital provincial. El área es montañosa, con elevaciones que van desde 208  m s.n.m hasta los 2507. Limita al norte con la provincia de Shaanxi, al sur con Nanchong, al este con Guangyuan y al este con Dazhou. Su área es de 12 296 km² y su población total para 2010 superó los 3,28 millones de habitantes. 

## Administración
La ciudad-prefectura de Bazhong se divide en 5 localidades que se administran en 2 distritos urbanos y 3 condados rurales.
- Distrito Bazhou 巴州区
- Distrito Enyang 恩阳区
- Condado Tongjiang 通江县
- Condado Nanjiang 南江县
- Condado Pingchang 平昌县

## Toponimia
El topónimo Bazhong se compone de los sinogramas Ba (nombre propio) y Zhong que significa 'en medio de'. El río Nan (南江) fluye de norte a sur a través del área urbana, y la última sección se llama río Ba (巴河). Por lo que Bazhong significa 'en medio del [río] Ba', ya que este afluente baña la región.

## Historia
Bazhong se hizo una ciudad en 1993. Su historia, sin embargo, es más larga. Durante la dinastías Xia y Shang, era supuestamente un territorio vasallo del Estado Liang. En el Periodo de Primavera y Otoño, se llamaba Bazi (巴 子). En las dinastías Qin y Han del Oeste se llamaba Comandancia Ba (巴郡). En la dinastía Han del Este hacia el año 100 AD, fue cambiado a Condado Hanchang (汉昌 县). Cien años más tarde volvió a ser Baxi (巴西). Desde entonces, por lo general ha sido o bien llamado Comandancia Liang (梁郡) o Provincia Yi (益州).

## Clima
Bazhong tiene un clima subtropical húmedo con influencia monzónica que es en gran parte templado y húmedo, con cuatro estaciones bien diferenciadas. El invierno es corto, templado y brumoso, aunque las precipitaciones reales son escasas. En enero la temperatura media es de 5,8 °C y, aunque puede haber heladas, la nieve es poco frecuente. Los veranos son largos, calurosos y húmedos, con temperaturas que a menudo alcanzan los 33 °C. La media diaria en julio y agosto es de alrededor de 27 °C, siendo agosto un poco más cálido. La primavera es cálida y las temperaturas suben rápidamente pero de forma inestable, y el granizo es común. Las precipitaciones son ligeras en invierno y pueden ser intensas en verano, y más del 70% del total anual se produce entre mayo y septiembre. El período anual sin heladas dura entre 260 y 280 días.
| Parámetros climáticos promedio de Bazhong (1971−2000) | Parámetros climáticos promedio de Bazhong (1971−2000) | Parámetros climáticos promedio de Bazhong (1971−2000) | Parámetros climáticos promedio de Bazhong (1971−2000) | Parámetros climáticos promedio de Bazhong (1971−2000) | Parámetros climáticos promedio de Bazhong (1971−2000) | Parámetros climáticos promedio de Bazhong (1971−2000) | Parámetros climáticos promedio de Bazhong (1971−2000) | Parámetros climáticos promedio de Bazhong (1971−2000) | Parámetros climáticos promedio de Bazhong (1971−2000) | Parámetros climáticos promedio de Bazhong (1971−2000) | Parámetros climáticos promedio de Bazhong (1971−2000) | Parámetros climáticos promedio de Bazhong (1971−2000) | Parámetros climáticos promedio de Bazhong (1971−2000) |
| Mes                                                   | Ene.                                                  | Feb.                                                  | Mar.                                                  | Abr.                                                  | May.                                                  | Jun.                                                  | Jul.                                                  | Ago.                                                  | Sep.                                                  | Oct.                                                  | Nov.                                                  | Dic.                                                  | Anual                                                 |
| ----------------------------------------------------- | ----------------------------------------------------- | ----------------------------------------------------- | ----------------------------------------------------- | ----------------------------------------------------- | ----------------------------------------------------- | ----------------------------------------------------- | ----------------------------------------------------- | ----------------------------------------------------- | ----------------------------------------------------- | ----------------------------------------------------- | ----------------------------------------------------- | ----------------------------------------------------- | ----------------------------------------------------- |
| Temp. máx. media (°C)                                 | 9.7                                                   | 12.0                                                  | 16.3                                                  | 22.5                                                  | 26.9                                                  | 29.3                                                  | 31.7                                                  | 32.5                                                  | 26.8                                                  | 21.5                                                  | 16.3                                                  | 11.0                                                  | 21.4                                                  |
| Temp. mín. media (°C)                                 | 3.0                                                   | 4.8                                                   | 8.5                                                   | 13.2                                                  | 17.6                                                  | 21.0                                                  | 23.3                                                  | 23.1                                                  | 19.4                                                  | 14.6                                                  | 9.4                                                   | 4.9                                                   | 13.6                                                  |
| Precipitación total (mm)                              | 11.8                                                  | 13.4                                                  | 30.5                                                  | 71.8                                                  | 121.8                                                 | 165.0                                                 | 240.6                                                 | 162.6                                                 | 166.0                                                 | 84.0                                                  | 39.0                                                  | 14.1                                                  | 1120.6                                                |
| Días de precipitaciones (≥ 0.1 mm)                    | 7.3                                                   | 7.4                                                   | 10.8                                                  | 12.3                                                  | 13.5                                                  | 13.6                                                  | 14.8                                                  | 11.4                                                  | 14.0                                                  | 13.8                                                  | 10.2                                                  | 7.7                                                   | 136.8                                                 |
| Fuente: Weather.com.cn                                |                                                       |                                                       |                                                       |                                                       |                                                       |                                                       |                                                       |                                                       |                                                       |                                                       |                                                       |                                                       |                                                       |